# Liste der Stolpersteine in Neidenstein
Die Liste der Stolpersteine in Neidenstein enthält alle Stolpersteine, die im Rahmen des gleichnamigen Projekts von Gunter Demnig in Neidenstein verlegt wurden. Mit ihnen soll Opfern des Nationalsozialismus gedacht werden, die in Neidenstein lebten und wirkten.

## Verlegte Stolpersteine
| Stolperstein | Inschrift | Verlegeort           | Name, Leben                                      |
| ------------ | --- | -------------------- | ------------------------------------------------ |
|              | HIER WOHNTE ALFRED DÜHRENHEIMER JG. 1872 DEPORTIERT 1940 GURS TOT IM LAGER 20.1.1941                                                  | Bahnhofstraße 31     | Alfred Dührenheimer (1872–1941)                  |
|              | HIER WOHNTE MATHILDE DÜHRENHEIMER GEB. BEHR JG. 1879 DEPORTIERT 1940 GURS FLUCHT USA ÜBERLEBT                                         | Bahnhofstraße 31     | Mathilde Dührenheimer, geborene Behr (1879-19..) |
|              | HIER WOHNTE IRMA HERRMANN GEB. JAKOB JG. 1905 DEPORTIERT 1940 GURS RIVESALTES INTERNIERT DRANCY DEPORTIERT 1942 ERMORDET IN AUSCHWITZ | Bergstraße 32        | Irma Herrmann, geborene Jakob (1905–1942/45)     |
|              | HIER WOHNTE SIEGFRIED HERRMANN JG. 1903 DEPORTIERT 1940 GURS RIVESALTES INTERNIERT DRANCY DEPORTIERT 1942 ERMORDET IN AUSCHWITZ       | Bergstraße 32        | Siegfried Herrmann (1903–1942/45)                |
|              | HIER WOHNTE BETTY JAKOB GEB. WÜRZWEILER JG. 1892 DEPORTIERT 1940 GURS INTERNIERT DRANCY DEPORTIERT 1942 AUSCHWITZ ERMORDET            | Daisbacher Straße 23 | Betty Jakob, geborene Würzweiler (1892–1942/45)  |
|              | HIER WOHNTE HERMANN JAKOB JG. 1879 VERHAFTET 1938 DACHAU DEPORTIERT 1940 GURS INTERNIERT DRANCY DEPORTIERT 1942 AUSCHWITZ ERMORDET    | Daisbacher Straße 23 | Hermann Jakob (1879–1942/45)                     |
|              | HIER WOHNTE WOLF JAKOB JG. 1876 DEPORTIERT THERESIENSTADT 1942 TREBLINKA ERMORDET                                                     | Bergstraße 32        | Wolf Jakob (1876–1942)                           |
|              | HIER WOHNTE ALEX MAYER JG. 1885 DEPORTIERT 1940 GURS INTERNIERT DRANCY DEPORTIERT 1942 AUSCHWITZ ERMORDET                             | Bahnhofstraße 59     | Alex Mayer (1885–1942/45)                        |
|              | HIER WOHNTE JENNY MAYER GEB. PALM JG. 1892 DEPORTIERT 1940 GURS INTERNIERT DRANCY DEPORTIERT 1942 AUSCHWITZ ERMORDET                  | Bahnhofstraße 59     | Jenny Mayer, geborene Palm (189S-1942/45)        |
|              | HIER WOHNTE LEHMANN MAYER JG. 1855 DEPORTIERT 1940 GURS TOT IM LAGER 2.4.1941                                                         | Bahnhofstraße 59     | Lehmann Mayer (185S-1941)                        |

## Verlegedatum
- 13. Oktober 2010